# 大湖郷

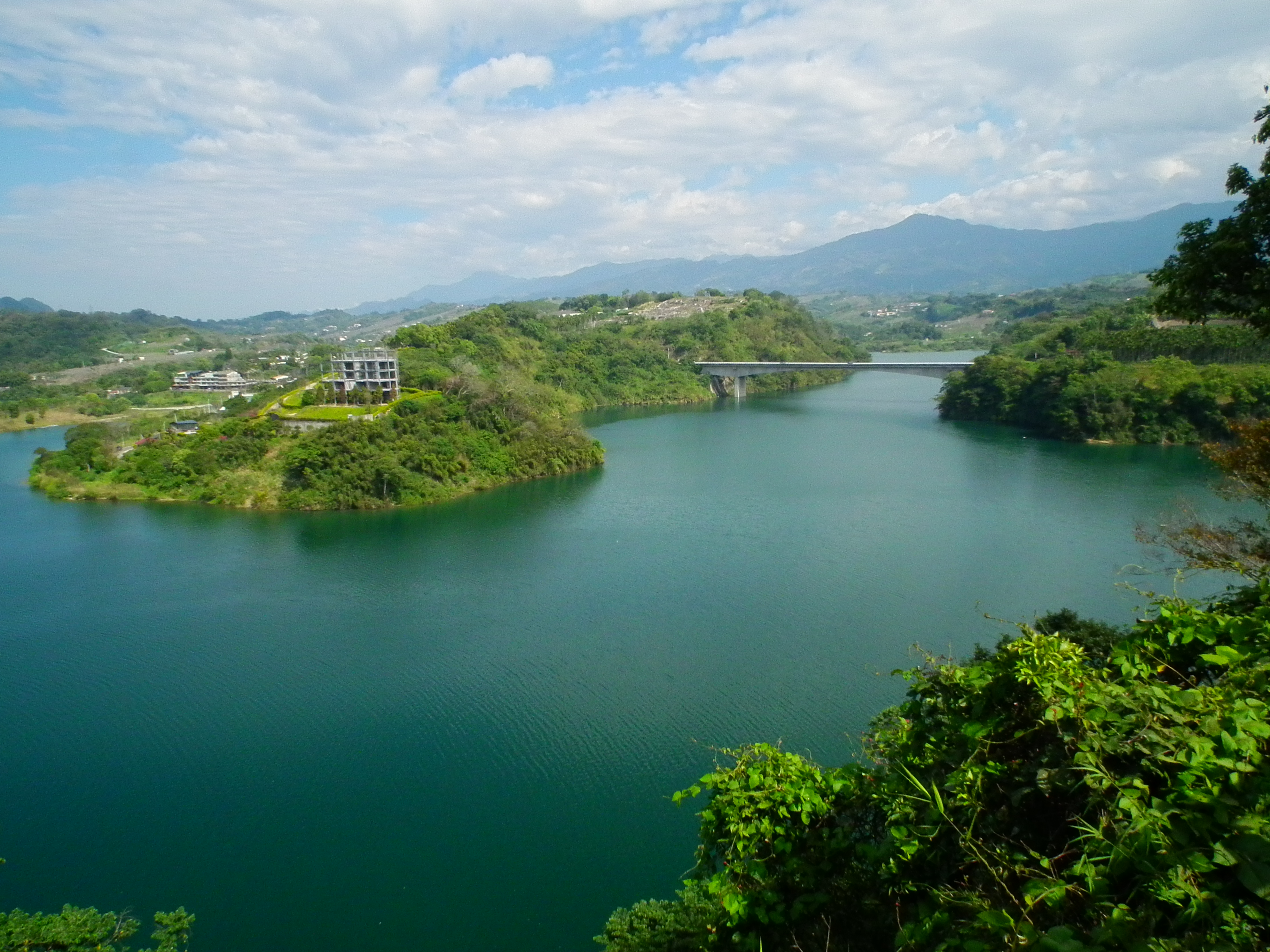
卓蘭鎮側から望む鯉魚潭ダム湖と景山橋。左側の岸は大湖郷に属する

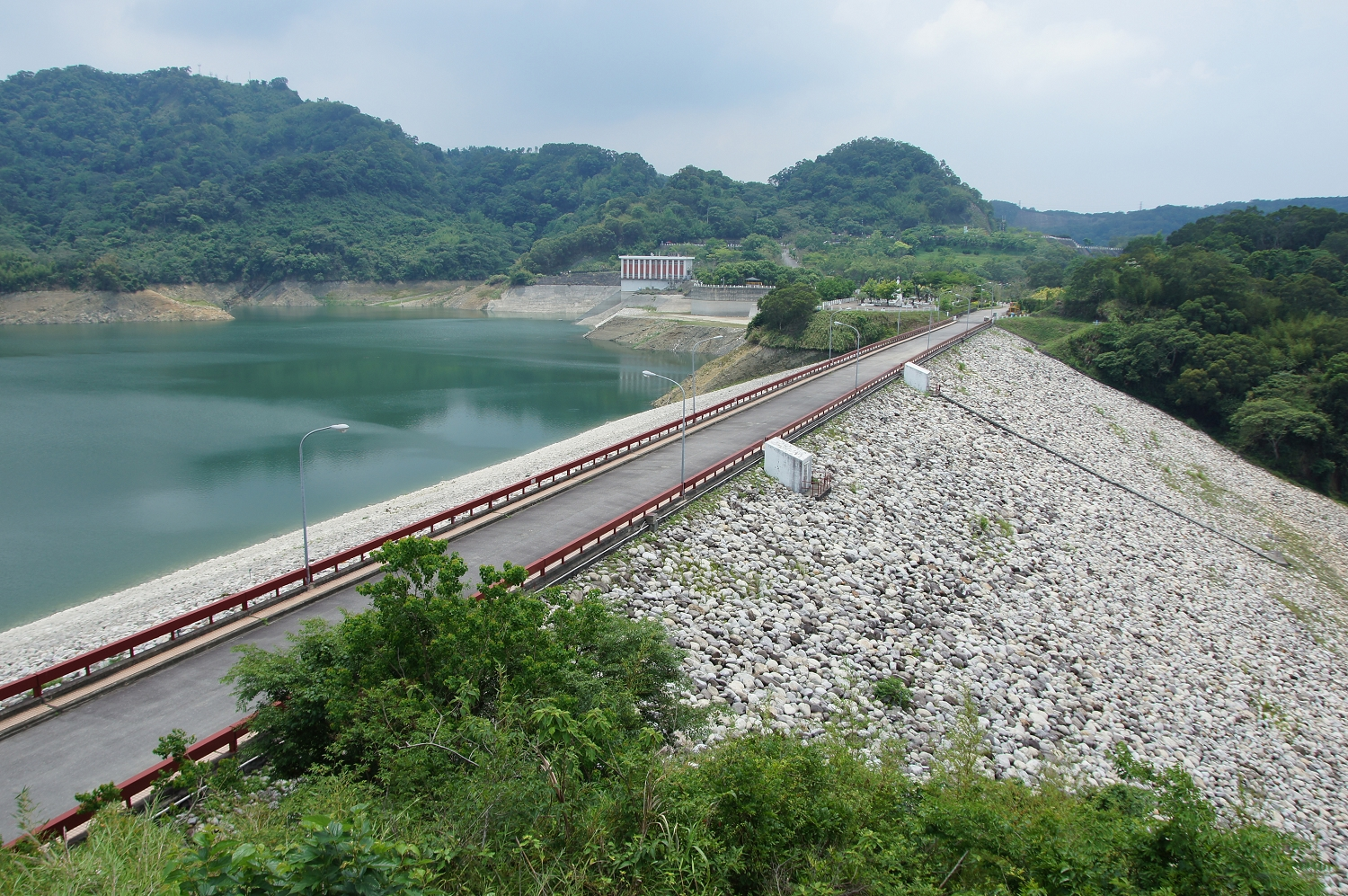
大湖郷側から望む鯉魚潭ダム。向こう側の半分は卓蘭鎮に属する

大湖郷（ダーフー/たいこ-きょう）は、台湾苗栗県の郷。イチゴの生産が盛んである。

## 歴史
大湖郷は以前「馬凹」或いは「巴價拉崎」、「Masranmo」と称されていた。入植者の層化に伴い大湖庄が発展した後、大湖郷は山区の重要な集落となると同時に、政治・軍事上の重要な拠点となった。光緒年間になると大湖撫墾分局が設けられ、林朝棟が率いる棟軍大営、正営営盤が設けられ寺とされる。しかし詳細な資料が残されておらず、具体的にどのような組織であったかは不明である。僅かに正営営盤は大湖郷内の五寮角一体であったと推察されている。

## 行政区
| 地区   | 里                                             |
| ------ | ---------------------------------------------- |
| 北六村 | 大南村、大湖村、大寮村、明湖村、富興村、静湖村 |
| 南六村 | 南湖村、武栄村、東興村、栗林村、義和村、新開村 |

## 歴代郷長
| 代 | 氏名 | 任期 |
| -- | ---- | ---- |

## 教育

### 高級職校
- 国立大湖高級農工職業学校

### 国民中学
- 苗栗県立大湖国民中学
- 苗栗県立南湖国民中学

## 交通
| 種別 | 路線名称 | その他 |
| ---- | -------- | ------ |
| 省道 | 台3線    |        |

## 観光
- 雪覇国家公園
- 汶水老街（中国語版）
- 馬那邦山（中国語版）
- 大湖法雲禅寺（中国語版）
- 大湖薑麻園
- 関刀山（中国語版）
- 鯉魚潭ダム湖（中国語版）